# شیوری کینوشیتا
شیوری کینوشیتا (انگلیسی: Shiori Kinoshita؛ زادهٔ ۱۷ اوت ۱۹۹۲) بازیکن فوتبال اهل ژاپن است.